# Дифенбахія
Дифенбахія (Dieffenbachia) — рід вічнозелених рослин родини кліщинцевих, поширених у тропіках Південної Америки. Налічує від 66 видів.
Рід названий на честь Йозефа Диффенбаха (1796—1863), австрійського садівника, який обіймав посаду старшого садівника імператорського ботанічного саду в Палаці Шенбрунн у Відні.

## Загальні риси
Для багатьох видів характерні великі строкаті подовжено-овальні листи, у зв'язку з чим багато видів дифенбахії вирощуються як декоративно-листяні кімнатні рослини, використовуються для озеленення інтер'єрів (культивується вже протягом 150 років).
У той же час дифенбахію не можна назвати невибагливою рослиною. В умовах недостатньої освітленості або прохолодної температури в кімнаті листя починає жовтіти. Не рекомендується тримати цю рослину в прохолодних кімнатах або у місцях з недостатнім освітленням.

## Біологічний опис

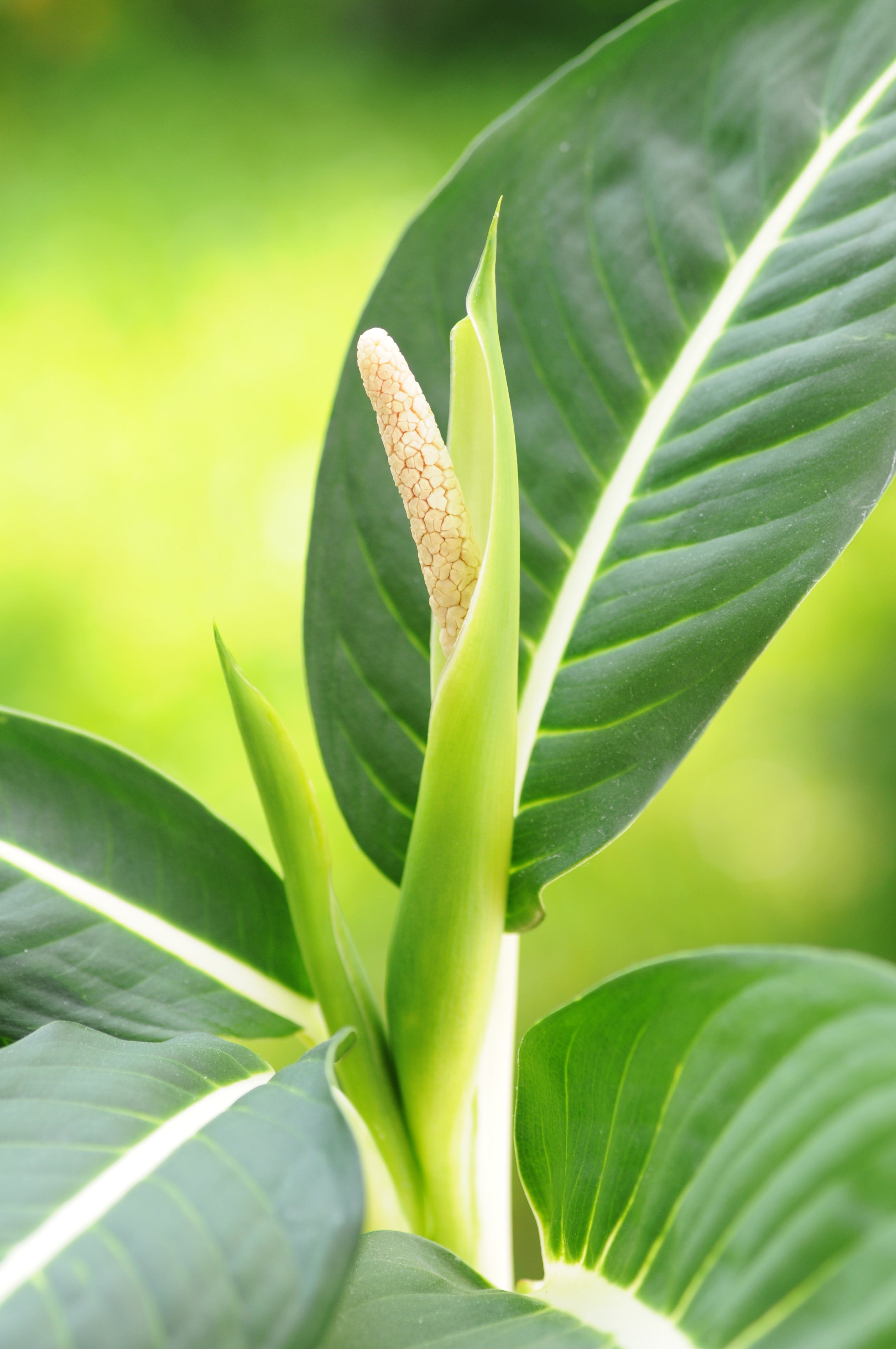
Дифенбафія із суцвіттям

Рослина має товсте соковите стебло. Точка зростання розташовується на верхівці пагона, але деякі види здатні утворювати кущі.
Дифенбахії досить швидко ростуть. У хороших умовах щотижня з'являється новий лист, а коли він розгортається, усередині виявляється верхівка наступного. Потужні сорти до п'яти років досягають двох і більше метрів у висоту, сорти дрібніші витягуються до метра.
У хороших умовах дифенбахія цвіте навесні суцвіттям, яке з'являється в пазусі листа. Суцвіття має зелено-кремовий відтінок. Цвіте рослина всього кілька днів, після чого квітка в'яне.

## Деякі види
Дифенбахія Барагуіна (Dieffenbachia baraquiniana). На сніжно-білих ніжках розташоване темно-зелене листя, на якому яскраво виділяються рідкісні білі плями неправильної форми і біла середня жилка.
Дифенбахія Леопольда (Dieffenbachia leopoldii W.Bull). Стебло коротке, до 5 см заввишки та 1,5-2 см у діаметрі. Ніжки утричі коротші за листя, блідо-зелені, з лілуваті плямами. Листова пластинка широко-еліптична, темно-зелена, з білою головною жилкою, до 35 см довжиною та 10-15 см шириною. Квітки зібрані в суцвіття-качан, оточене білим листом-покривалом до 17 см довжиною. Батьківщина — Коста-Рика.
Дифенбахія Сегуіна (Dieffenbachia seguine (Jacq.) Schott). Характеризується широкою листовою пластинкою та малим числом білих плям. Число бічних жилок не більше 9-12.

## Дія на організм
Сік багатьох рослин цього роду досить отруйний. Клітини містять оксалат кальцію у вигляді довгих голок як захисний механізм. При проковтуванні можуть виникати пухирі та набряк у роті. Механізм токсичної дії не вивчений до кінця, але вважається, що кристали оксалату кальцію не є визначальним чинником запалення, а діють спільно з протеолізними ферментами.